# Wallersdorf
Wallersdorf je naselje v Občini Grebinj v Okraju Velikovec na Koroškem v Avstriji.